# 塞纳河畔沙雷
塞纳河畔沙雷（法語：Charrey-sur-Seine，法語發音：[ʃaʁɛ syʁ sɛn]）是法国科多尔省的一个市镇，属于蒙巴尔区。

## 地理
塞纳河畔沙雷（47°56'40"N, 4°30'46"E）面积12.68 平方千米，位于法国勃艮第-弗朗什-孔泰大區科多尔省，该省份为法国中东部省份，北起奥布省，西接涅夫勒省和约讷省，南至索恩-卢瓦尔省，东南接汝拉省，东临上索恩省，东北部与上马恩省接壤。
与塞纳河畔沙雷接壤的市镇（或旧市镇、城区）包括：塞纳河畔米西、奥布特雷、维莱尔帕特拉、波蒂耶尔、欧特里库尔、肖蒙勒布瓦、戈梅维尔、乌尔斯河畔格朗塞、塞纳河畔努瓦龙。

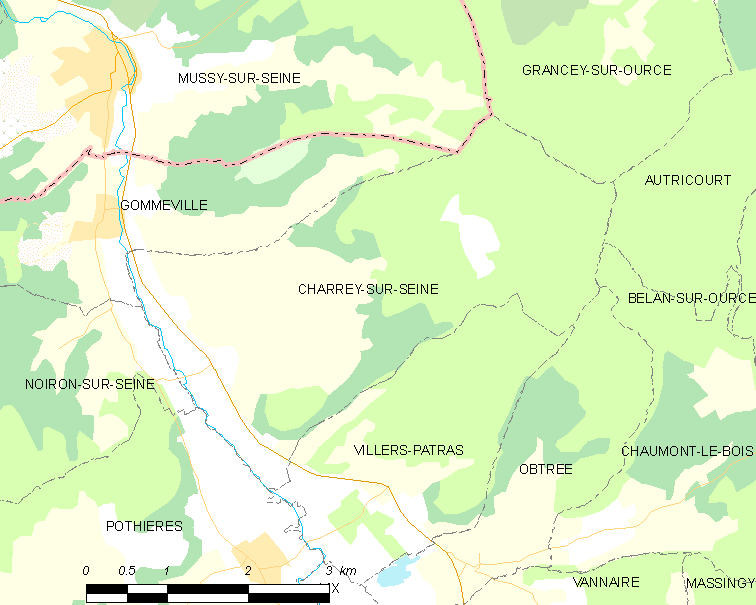
塞纳河畔沙雷的OSM定位图

塞纳河畔沙雷的时区为UTC+01:00、UTC+02:00（夏令时）。

## 行政
塞纳河畔沙雷的邮政编码为21400，INSEE市镇编码为21149。

## 政治
塞纳河畔沙雷所属的省级选区为塞纳河畔沙蒂永县。

## 人口

1962-2008年间塞纳河畔沙雷人口变化图示

塞纳河畔沙雷于2022年1月1日时的人口数量为137人。